# Бербигье, Антуан Бенуа Транкиль
Антуан Бенуа Транкиль Бербигье (фр. Antoine Benoit Tranquille Berbiguier; 21 декабря 1782, Кадрусс, департамент Воклюз — 29 января 1838, Понлевуа, департамент Луар и Шер) — французский флейтист и композитор.
Уже в раннем детстве сам освоил флейту, скрипку и виолончель. В 1805 г. убежал из дома, воспротивившись воле семьи сделать из него юриста, и поступил в Парижскую консерваторию в класс Иоганна Вундерлиха (флейта) и Анри Монтана Бертона (гармония). Играл на флейте простых систем с 8 клапанами, был левшой.
В 1813 покинул Париж, чтобы избежать воинской повинности. С 1815 по 1819 служил в лейб-гвардии, последовал за Людовиком XVIII в Гент, и получил звание лейтенанта. Вернувшись в Париж в 1819, полностью посвятил себя музыке. В 1830 был вынужден покинуть столицу по политическим причинам. Последние годы жизни преподавал флейту и жил в провинциальном городке Понлевуа со своим другом виолончелистом Ю-Дефоржем и умер через неделю после смерти последнего.

## Творчество
Автор более 200 произведений для флейты — 15 томов дуэтов, концерты, 6 больших соло, 7 томов сонат, вариаций, фантазий, трио и романсов. Также автор многочисленных дуэтов для флейты и виолончели, написанных для музицирования с его другом виолончелистом. По мнению Маколея Фицгиббона (1914), Бербигье — первый из флейтистов-композиторов, чьи сочинения продолжают представлять живой интерес.
Из списка ныне изданных сочинений:
- 18 упражнений для флейты
- 7 дуэтов, op. 28
- Дуэт, op. 76 N 1
- 3 больших дуэта, op. 61
- 6 дуэтов, op. 59
- 21 дуэта
- Увертюра к опере «Семирамида» Россини, — переложение для 3х флейт
- Школа игры на флейте (1818)
- Соло для флейты
- Большие характерные этюды (под редакцией Марселя Моиза)